# Сычёв, Пётр Васильевич
Пётр Васильевич Сычёв (4 июля 1916, Петроград — 21 ноября 1941, Ленинград) — советский футболист, выступавший на позиции защитника и полузащитника.
В 1937 году играл за ленинградский «Большевик». В 1938—1941 годах выступал за «Динамо» Ленинград. В 1938 году провёл пять или шесть матчей, в 1939 — 15 матчей, в 1940 — 22 или 24 матча, в аннулированном чемпионате 1941 года сыграл семь матчей.
Полуфиналист Кубка СССР 1938.
Во время Великой Отечественной войны служил милиционером в блокадном Ленинграде.
21 ноября 1941 года погиб во время артобстрела на Невском проспекте, спасая женщину.